# 최효진 (축구인)
최효진 (崔孝鎭, 1983년 8월 18일 ~ )은 대한민국의 전직 축구 선수이다. 현역 시절 포지션은 오른쪽 풀백이었다.

## 개요
서울연희초등학교, 중동중학교, 중동고등학교, 아주대학교를 거쳤다. 빠른 스피드와 힘을 기반으로 공격력이 뛰어난 수비를 펼친다. 대학때까지는 공격수로 뛰었고, 프로 데뷔후에는 오른쪽 미드필더로서 활약하며 공격이나 공미, 윙백, 풀백 모두 소화 가능한 멀티플레이어다. 체력이 좋아 마징가에 빗댄 '최징가'라는 별명이 붙었다.

## 클럽 경력
2005년 인천 유나이티드 FC에 입단하여, 2005 K리그 준우승에 공헌하였다.
2007년 포항 스틸러스로 이적하여, 2007 K리그 우승과 2007 FA컵 준우승, 2008 FA컵 우승에 큰 공헌을 하였다. 특히, 2008년 FA컵 우승 당시 대회 MVP를 받았고, K리그 베스트 11에 선정되었으며 대한축구협회 주관 최우수선수 부문을 수상, 2008년, 2009년 K리그 올스타에 선정되었다. 또한 2009년 AFC 챔피언스리그에 전 경기 출장하며 팀의 우승에 공헌하였고, 특히 16강전 뉴캐슬 제츠와의 경기에서는 공격형 미드필더로 나서 해트트릭을 기록하며 팀의 6-0 대승을 이끌기도 하였다.
2010년, FC 서울로 이적하였다. FC 서울로 이적한 후 주전으로 활약하며 이적 첫 해 2010 K리그에서 우승을 차지하는 데 공헌하였다. 시즌이 끝난 후, 병역 문제 해결을 위해 상무에 입단하였다. 상무에서 주전 라이트 백으로 활약하며 2012년 9월 10일 전역할 때까지 53경기에 출전하였다. 전역 후 FC 서울에 복귀하였으나, 2013년 차두리의 입단 이후 주전 경쟁에서 밀리는 듯한 모양새를 보였다.
2015 시즌을 앞두고 전남 드래곤즈로 이적하였다.
2021 시즌을 앞두고 1년 재계약과 동시에 플레잉코치로 활약하게 되었다. 플레잉코치로 활동하는 동안 전남을 2부리그 최초이자 2007년 이후, 14년 만에 FA컵 우승을 이끌어냈다.
2021 시즌 후, 현역 은퇴를 선언함으로써 17년 간의 선수 생활의 마침표를 찍었다.

## 지도자클럽 경력
2022 시즌을 앞두고, 전남의 플레잉코치에서 정식 코치로 임명되었다.
2022년 12월 2일에 제주 유나이티드의 수비 코치로 부임하였다.

## 국가대표팀 경력
2008년 6월 14일, 2010년 FIFA 월드컵 예선에서 투르크메니스탄과의 경기로 A매치 데뷔전을 치렀고, 2010년 8월 10일에 열린 나이지리아와의 평가전에서 자신의 A매치 첫 골을 기록하였다.

## 플레이 스타일
전매특허인 부지런한 몸놀림과 특유의 탱크같이 시원한 돌파로 공수를 오가며 공격을 지원한다. 수비상황에서의 근성 또한 최대 강점이라 할 수 있다. 넘어지는 순간까지 공을 눈에서 떼지 않는 집중력과 근성은 그를 K리그 최고의 오른쪽 풀백으로 만들었다.
중앙과 측면을 넘나드는 왕성한 활동력 또한 최효진의 강점 중 하나이다. 또한 다수의 수비수와의 좁은 공간에서 경쟁에서도 동료 선수와 연계시켜 뚫어내는 플레이도 즐긴다. 2009년 AFC 챔피언스리그 뉴캐슬 제츠전에서 보여준 해트트릭은 고교 시절을 공격수로 지낸 그의 득점력도 확인시켜 줬다.

## 경력

### 선수 경력
- 2005년 ~ 2006년  인천 유나이티드
- 2007년 ~ 2009년  포항 스틸러스
- 2010년 ~ 2014년  FC 서울
- 2011년 ~ 2012년  상주 상무 피닉스 (군 복무)
- 2015년 ~ 2021년  전남 드래곤즈

## 수상
| 선수 클럽 인천 유나이티드 FC K리그1 ● 준우승 (1) : 2005 FA컵 ● 3위 (1) : 2006 포항 스틸러스 K리그1 ● 우승 (1) : 2007 ● 3위 (1) : 2009 FA컵 ● 우승 (1) : 2008 ● 준우승 (1) : 2007 리그컵 ● 우승 (1) : 2009 ● 3위 (1) : 2008 AFC 챔피언스리그 ● 우승 (1) : 2009 FIFA 클럽 월드컵 ● 3위 (1) : 2009 FC 서울 K리그1 ● 우승 (2) : 2010 , 2012 ● 3위 (1) : 2014 ● 4위 (1) : 2013 FA컵 ● 준우승 (1) : 2014 리그컵 ● 우승 (1) : 2010 AFC 챔피언스리그 ● 준우승 (1) : 2013 ● 3위 (1) : 2014 전남 드래곤즈 FA컵 ● 우승 (1) : 2021 ● 3위 (2) : 2015 , 2018 대한민국 AFC 아시안컵 ● 3위 (1) : 2011 개인 2004년 대학 축구 선수권 대회 최우수선수상 수상 2008년 K리그1 베스트 11 df 선정 2008년 FA컵 MVP 수상 2009년 K리그1 베스트 11 df 선정 2009년 축구인의 날 최우수선수상 수상 2010년 K리그1 베스트 11 df 선정 |